# Goulburn (rivier in New South Wales)

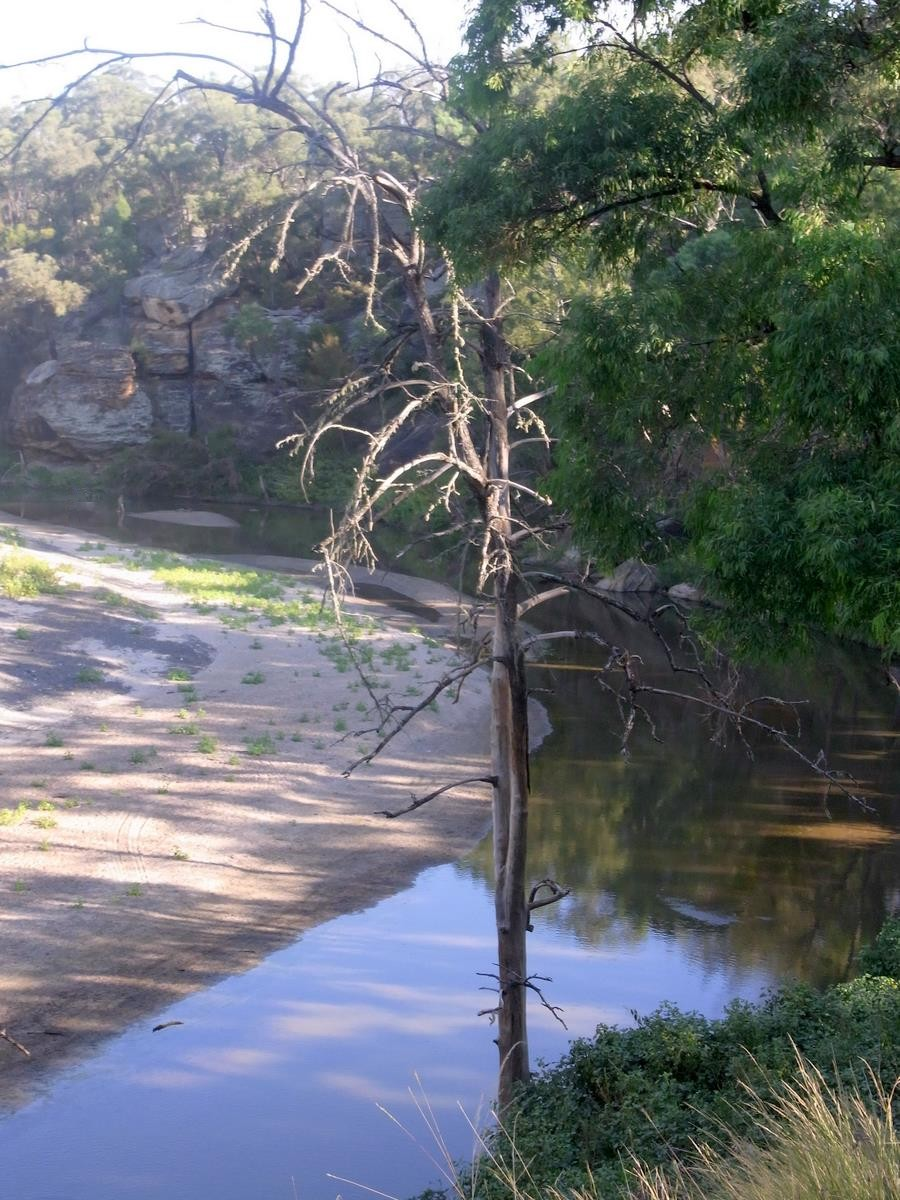
De Goulburn in het Nationaal Park

De Goulburn (of Goulburn River) is een rivier in het oosten van de Australische deelstaat New South Wales. Zij ontspringt ten oosten van Mudgee, stroomt naar het oosten en mondt na 221 km uit in de Hunter nabij het stadje Denman.
De rivier stroomt door een ruw en dunbevolkt gebied dat grotendeels deel uitmaakt ven het Goulburn River Nationaal Park.
De rivier werd in 1823 door ontdekkingsreiziger William Lawson verkend. Hij noemde ze naar Henry Goulburn, een Brits politicus uit die periode.

## Zijrivieren (met hoogteligging samenvloeiing)
- Moolarben Creek – 434 m
- Wollar Creek – 336 m
- Munmurra River – 279 m
- Krui River – 263 m
- Rocky Creek – 249 m
- Poggy Creek – 221 m
- Bylong River – 219 m
- Mount Misery Creek – 216 m
- Tunbridge Creek – 192 m
- Bow River – 192 m
- Honeysuckle Creek – 169 m
- Merriwa River – 157 m
- Kerrabee Creek – 155 m
- Querry Creek – 154 m
- Widden Brook – 148 m
- Eckfords Creek – 135 m
- Baerami Creek – 134 m
- Worondi Rivulet – 133 m
- Giants Creek – 120 m
- Wybong Creek – 112 m
- Kings Creek – 103 m

De Krui River en de Merriwa River zijn de belangrijkste.